# استر کارلونی
استر کارلونی (ایتالیایی: Ester Carloni؛ ‏ زاده ۱۲ مهٔ ۱۸۹۷ – درگذشته ۲۴ دسامبر ۱۹۹۸) بازیگر اهل ایتالیا بود.
از فیلم‌ها یا برنامه‌های تلویزیونی که وی در آن نقش داشته است، می‌توان به دوشیزه‌ای در خانواده، شب‌های گرم دکامرون، پیرینو، پزشک اس.ای.یو.بی.، سه ببر در برابر سه ببر، بی‌غیرت ارجمند، فاشیست، پاگنده به مصر می‌رود، غروب خدایان، پاگنده به آفریقا می‌رود، پاگنده به هنگ کنگ می‌رود، به من میگن پاگنده، خانه لبخندها، عشق و ژیمناستیک، ساخت ایتالیا و کافه اکسپرس اشاره کرد.